# Clark Air Base
Clark Air Base is een voormalig Amerikaanse luchtmachtbasis op de Filipijnen. De basis bevond zich op het grootste Filipijnse eiland Luzon op zo'n 5 kilometer ten westen van Angeles, op ongeveer 65 kilometer ten noordwesten van Metro Manila.
Clark Air Base heeft bestaan van 1903 tot 1991. Vanaf 1957 had de basis de naam Clark Air Base. De basis is vernoemd naar majoor Harold M. Clark (1890-1919) die omkwam doordat de Curtis HS2LS die hij vloog neerstortte op de Mirafloressluis in het Panamakanaal. 
De luchtmachtbasis had een oppervlakte van 37 km². Daarnaast was ook een terrein ter grootte van 596 km² ten noorden van de basis als militair terrein gereserveerd. De basis had een strategisch zeer belangrijke waarde voor de Amerikanen tijdens het einde van de Tweede Wereldoorlog en ten tijde van de Vietnamoorlog. Ook daarna wilden de Amerikanen deze basis graag behouden. Het contract dat de Amerikaanse regering met de Filipijnse regering had afgesproken bepaalde echter dat de Amerikaanse basissen in 1992 verlaten diende te worden, tenzij het contract verlengd zou worden. De Filipijnse Senaat stemde uiteindelijk tegen een verlenging van het contract, omdat ze de vergoeding die de Filipijnen zou krijgen niet vonden opwegen tegen de opgave van de soevereiniteit van het land. Toen de nabij de basis gelegen vulkaan Pinatubo op 10 juni 1991 uitbarstte werd de evacuatie van de basis versneld doorgevoerd. Enkele jaren later werd de basis omgevormd tot een civiele luchthaven, Clark International Airport.

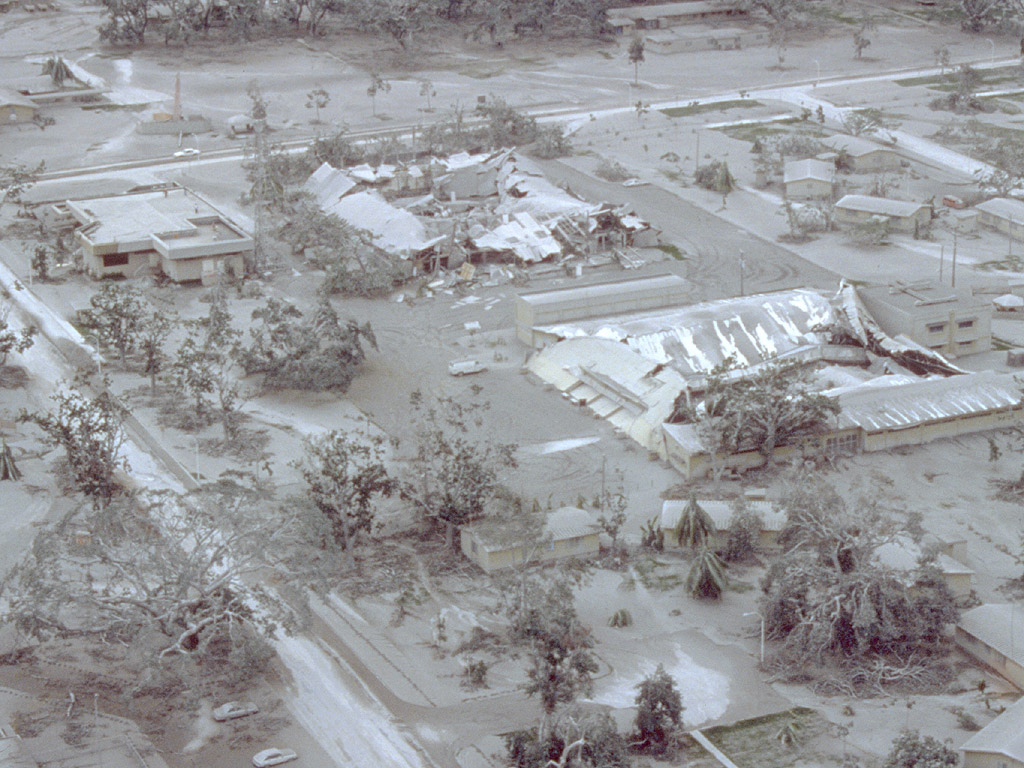
Clark Air Base bedekt door vulkanische as in 1991